# فرانك ديوتش
فرانك ديوتش (بالإنجليزية: Frank Deutsch)‏ هو رياضياتي أمريكي، ولد في 18 ديسمبر 1936.